# Comatacta insularis
Comatacta insularis är en tvåvingeart som beskrevs av Charles Howard Curran 1927. Comatacta insularis ingår i släktet Comatacta och familjen parasitflugor.
Artens utbredningsområde är Puerto Rico. Inga underarter finns listade i Catalogue of Life.